# ایزنیک
نیکایا (نیقیه) (به ترکی استانبولی: İznik) شهری است در کشور ترکیه که در استان بورسا واقع شده‌است. جمعیت این شهر براساس سرشماری سال ۲۰۰۸ م ۲۲٬۱۷۰ نفر و براساس برآوردهای سال ۲۰۰۹ میلادی ۲۲٬۱۶۱ نفر است.